# Gianni De Rosa
Giovanni De Rosa (Ceriñola, Provincia de Foggia, Italia, 19 de septiembre de 1956-Rímini, Italia, 2 de agosto de 2008), más conocido como Gianni De Rosa, fue un entrenador y futbolista italiano. Se desempeñaba como delantero.

## Trayectoria
Formado en la cantera del AC Milan, debutó como profesional en la Serie C con la camiseta del Lecco. Después de dos temporadas fue cedido a la Massese, donde marcó 11 goles. El año siguiente pasó a la Ternana de la Serie B, donde permaneció tres temporadas realizando 19 goles.
Su debut en la Serie A, la máxima división italiana, se produjo en 1980 en las filas del Perugia, donde se quedó solo una temporada marcando 6 goles. Después de un breve paréntesis en el Como, volvió a la Serie B para jugar con el Palermo. Con los sicilianos se quedó dos temporadas; en la primera, realizó 19 tantos, convirtiéndose en el máximo goleador del torneo y ganando el premio Chevron.
En 1983 fichó por el Napoli, donde jugó un solo año y realizó 8 goles, incluso un doblete contra la Lazio. En octubre de 1984 se mudó al Cagliari. Tras vestir el uniforme de la Casertana, concluyó su carrera como profesional en el Riccione de la Serie C2, en 1991. Luego pasó al fútbol amateur fichando por el Cattolica de la Eccellenza, donde también tomó el cargo de futbolista-entrenador.
En la noche del 2 de agosto de 2008, De Rosa estuvo involucrado en un accidente automovilístico en la carretera estatal entre las ciudades de Riccione y Rímini, en Emilia-Romaña, chocando con su ciclomotor contra un minibús; murió de camino al hospital.

## Clubes
| Club                   | País   | Año       |
| ---------------------- | ------ | --------- |
| Lecco Calcio           | Italia | 1974-1976 |
| A. S. Massese (cedido) | Italia | 1976      |
| Ternana Calcio         | Italia | 1977-1980 |
| A. C. Perugia          | Italia | 1980-1981 |
| Como Calcio            | Italia | 1981      |
| S. S. C. Palermo       | Italia | 1981-1983 |
| S. S. C. Napoli        | Italia | 1983-1984 |
| Cagliari Calcio        | Italia | 1984-1986 |
| U. S. Casertana        | Italia | 1986-1987 |
| Calcio Riccione        | Italia | 1987-1991 |
| A. C. Cattolica        | Italia | 1991-1995 |

## Palmarés

### Distinciones individuales
| Distinción                   | Año       |
| ---------------------------- | --------- |
| Capocannoniere de la Serie B | 1981-1982 |
| Premio Chevron               | 1981-1982 |